# Saint-Pons-la-Calm
Saint-Pons-la-Calm là một xã trong vùng Occitanie. Xã Saint-Pons-la-Calm nằm ở khu vực có độ cao trung bình 100 mét trên mực nước biển.
Thị trấn nằm gần Bagnols-sur-Cèze, thành phố Gard, gần Pont du Gard, cũng như Uzès, Nîmes, Avignon, Alès và Cévennes. 